# Ексельсіор (Роттердам)
Ексельсіор (нід. SBV Excelsior) — нідерландський футбольний клуб з району Кралінген міста Роттердам. Виступає в Ередивізі, найвищій футбольній лізі Нідерландів, після підвищення у класі за підсумками сезону 2021—22. Домашні матчі проводить на стадіоні Ваудестейн, що здатний вмістити 4,5 тисячі осіб.
Клуб був заснований 23 липня 1902 року і раніше був відомий як «Роттердамський футбольний і легкоатлетичний клуб Ексельсіор» (нід. Rotterdamse Voetbal en Atletiek Vereniging Excelsior).

## Досягнення
- Ерстедивізі:
  -  Чемпіон (3): 1973—74, 1978—79, 2005—06
- Кубок Нідерландів:
  -  Фіналіст (1): 1930